# Phonationsschall
Beim Sprechen stimmhafter Laute wird der Stimmton im Kehlkopf erzeugt. Dieser Stimmton wird auch als Phonationsschall bezeichnet. Die Erzeugung des Phonationsschalls geschieht, indem der pulmonale Luftstrom (d. h. der beim Ausatmen durch Luftröhre, Kehlkopf, Rachen-, Nasen- und/oder Mundraum geführte Luftstrom) die Stimmlippen in Eigenschwingungen versetzt. Dieser Prozess wird auch als Phonation bezeichnet.